# 法蔵 (日本)
法蔵（ほうぞう、延喜5年（905年）- 安和2年（969年））は、平安時代中期の法相宗の僧。俗姓は藤原氏。出身は京都。
東大寺で寛救（かんく）に師事して法相教学を、延敒（えんしん）に師事して三論教学を、また醍醐寺の貞助に師事して密教を学んで、東大寺実相院に住した。960年（天徳4年）維摩会講師をつとめ、963年（応和3年）の応和宗論で天台宗の良源と対論を行っている。翌964年（応和4年）権律師に任じられ、968年（安和元年）権少僧都まで至っている。この間には東大寺別当もつとめている。その翌年、65歳で死去。
『二中歴』においては、日本における宿曜道の祖として掲げられており、961年（応和元年）には村上天皇の本命供（ほんみょうく）をめぐって陰陽師賀茂保憲と対立し、勘文を奉っている。